# کلئوپاترا سلنه یکم
کلئوپاترا سلن یکم (زبان یونانی: Κλεοπάτρα Σελήνη ; ح. بین ۱۳۵ و ۱۳۰ تا ۶۹ پیش از میلاد) ملکه مصر از ۱۱۵ تا ۱۰۲ پ. م، ملکه سوریه از ۱۰۲ تا ۹۲ پ. م و پادشاه سوریه از ۸۲ تا ۶۹ پ. م بود. او دختر بطلمیوس هشتم و کلئوپاترا سوم مصر بود. در سال ۱۱۵ پ. م، کلئوپاترا سوم پسرش بطلمیوس نهم را مجبور به طلاق خواهر-همسرش کلئوپاترا کرد و کلئوپاترا سلن را به عنوان همسر جدید او انتخاب کرد. در نهایت تنش بین پادشاه و مادرش افزایش یافته و با اخراج او از مصر این تنش نیز پایان یافت. احتمالاً او با، برادر دیگرش بطلمیوس دهم ازدواج کرد. به دنبال ازدواج شاهزاده سلوکی، کلئوپاترا یکم با بطلمیوس پنجم، ازدواج‌های دودمانی بین دو پادشاهی رایج شد. در سال ۱۰۲ پ. م، کلئوپاترا سوم تصمیم گرفت با برادرزاده خود آنتیوخوس هشتم اتحاد برقرار کند. او کلئوپاترا سلن را به عنوان عروس برای او فرستاد. پس از ترور او در سال ۹۶ پ. م، او با برادر او آنتیوخوس نهم ازدواج کرد. کلئوپاترا سلن شوهر جدید خود را در سال ۹۵ پ. م از دست داد و برای آخرین بار با پسر آنتیوخوس نهم، آنتیوخوس دهم، ازدواج کرد و دیگر اطلاعی از او نیست و گمان می‌رود در سال ۹۲ پ. م مرده باشد، اما ممکن است تا سال ۸۹/۸۸ پ. م (۲۲۴ SE) در قدرت باقی مانده باشد.
کلئوپاترا سلن با فرزندانش در جایی در پادشاهی پنهان شد. سرانجام، سوریه بین پسران آنتیوخوس هشتم با حکومت فیلیپ یکم در انطاکیه پایتخت سوریه و آنتیوخوس دوازدهم در شهر جنوبی دمشق تقسیم شد.
کلئوپاترا سلن از چندین شوهر خود فرزندان زیادی داشت. احتمالاً پس از مرگ آنتیوخوس دوازدهم در سال ۲۳۰ SE (۸۳/۸۲ پ. م)، پسرش آنتیوخوس سیزدهم را توسط آنتیوخوس دهم پادشاه اعلام کرد و به نظر می‌رسد که خود را هم فرمانروا اعلام کرده‌است. آن‌ها پس از مرگ فیلیپ یکم ادعای انطاکیه را کردند. اما مردم انطاکیه و فرماندار دمشق که از جنگ‌های داخلی سلوکیان خسته شده بودند، پادشاهان خارجی را برای حکومت دعوت کردند: تیگران دوم انطاکیه را تصرف کرد، در همین حال آرتاس سوم از نبطیه نیز دمشق را گرفت. کلئوپاترا سلن چندین شهر ساحلی را تحت کنترل داشت، تا اینکه تیگران دوم او را در سال ۶۹ پ. م در بطلمیاس محاصره کرد. پادشاه ارمنستان ملکه را اسیر و بعداً اعدام کرد.